# Minage de cryptomonnaie
Dans sa forme la plus abstraite, le fait de miner une cryptomonnaie consiste à fournir un service au réseau de ladite monnaie en échange d'une récompense pécuniaire. Dans le cas le plus simple, le service rendu consiste à vérifier la validité d'un ensemble de transactions. Chaque fois qu'un ensemble de transactions est validé, il constitue un bloc. Si ce bloc remplit certains critères spécifiques à la chaîne de blocs de la cryptomonnaie, il est alors ajouté au sommet de la chaîne et le « mineur » qui a constitué ce bloc est récompensé pour son travail.

## Réseau et nœuds d'une chaîne de blocs
Toutes les cryptomonnaies reposent sur un réseau de pair-à-pair. Ce réseau est constitué de serveurs qui fonctionnent grâce à un logiciel dédié. Ces serveurs sont les nœuds du réseau et le logiciel qui permet la communication entre les nœuds est appelé « client ». Chaque serveur peut faire tourner sa propre implémentation du client ; mais pour pouvoir faire partie du réseau, ce client se doit d'être interopérable avec d'autres implémentations opérant sur le réseau. En pratique, la majorité des nœuds fonctionne sur le même client qui est une implémentation de référence développée par les créateurs de la cryptomonnaie. Dans le cas du Bitcoin, cette implémentation est Bitcoin Core.
Un nœud du réseau travaille de manière égoïste et il peut décider, s'il le souhaite, de fournir plusieurs services : 
1. propagation de l'information : lorsqu'un utilisateur de la cryptomonnaie décide de réaliser une transaction, il encode puis émet (à l'aide de son logiciel de portefeuille) sa transaction sur le réseau. Pour cela il contacte une liste de nœuds et leur transmet l'encodage de sa transaction. Chaque nœud peut ensuite, s'il le souhaite, émettre cet encodage vers d'autres nœuds permettant ainsi une propagation de l'information vers tous les acteurs du réseau. De même lorsqu'un nœud reçoit un nouveau bloc à ajouter à la chaîne, il peut l’émettre vers d'autres nœuds pour propager l'information ;
2. décentralisation de l'information : chaque nœud enregistre l'ensemble de la chaîne de blocs. Cela signifie qu'à chaque instant l'historique complet des transactions de la cryptomonnaie est enregistré dans des serveurs différents, situés dans des juridictions différentes et exploités par des acteurs différents ;
3. partage de l'information : s'il le souhaite, un nœud peut mettre à disposition du public par téléchargement sa version de la chaîne. Ainsi un nouvel arrivant sur le réseau peut se mettre à jour avec l'historique des transactions.
4. vérification : lorsqu'un nœud reçoit une transaction, il peut vérifier que l'émetteur de la transaction possède bien les fonds qu'il prétend dépenser. De même, lorsqu'un nœud reçoit un nouveau bloc il peut vérifier que ce dernier est valide ;
5. recherche et ajout de blocs : le service le plus intensif en matière de consommation électrique est la constitution de nouveaux blocs. Pour cela un nœud assemble un groupe de transactions, les vérifie, puis essaye de constituer un bloc contenant ces transactions ainsi qu'un hash du bloc précédent, garantissant le caractère infalsifiable de la chaîne. Si c'est le cas, le nœud émet ce nouveau bloc vers l'ensemble du réseau pour que tous les autres nœuds le reconnaissent comme valide et l'ajoutent à leur version de la chaîne.

Faire fonctionner un nœud du réseau 24 heures sur 24 et 7 jours sur 7 a plusieurs coûts :
1. électricité : un serveur consomme de l'énergie ;
2. bande passante : fournir une partie des services ci-dessus requiert une connexion internet stable et rapide ;
3. investissement : un nœud est avant tout un serveur et l'achat d'un serveur a un coût. De plus, l'enregistrement de la chaîne des blocs (en croissance continue) requiert un disque dur dédié.

Pour susciter le plus grand nombre possible de nœuds, les cryptomonnaies sont conçues de telle manière que les services ci-dessus soient récompensés financièrement. C'est le minage. Les nœuds qui fonctionnent dans le seul but de récupérer la récompense financière sont appelés mineurs. Cela dit, certains nœuds sont financés par des donations ou par pur dévouement à une cryptomonnaie, et généralement ces nœuds ne minent pas.

## Mineurs

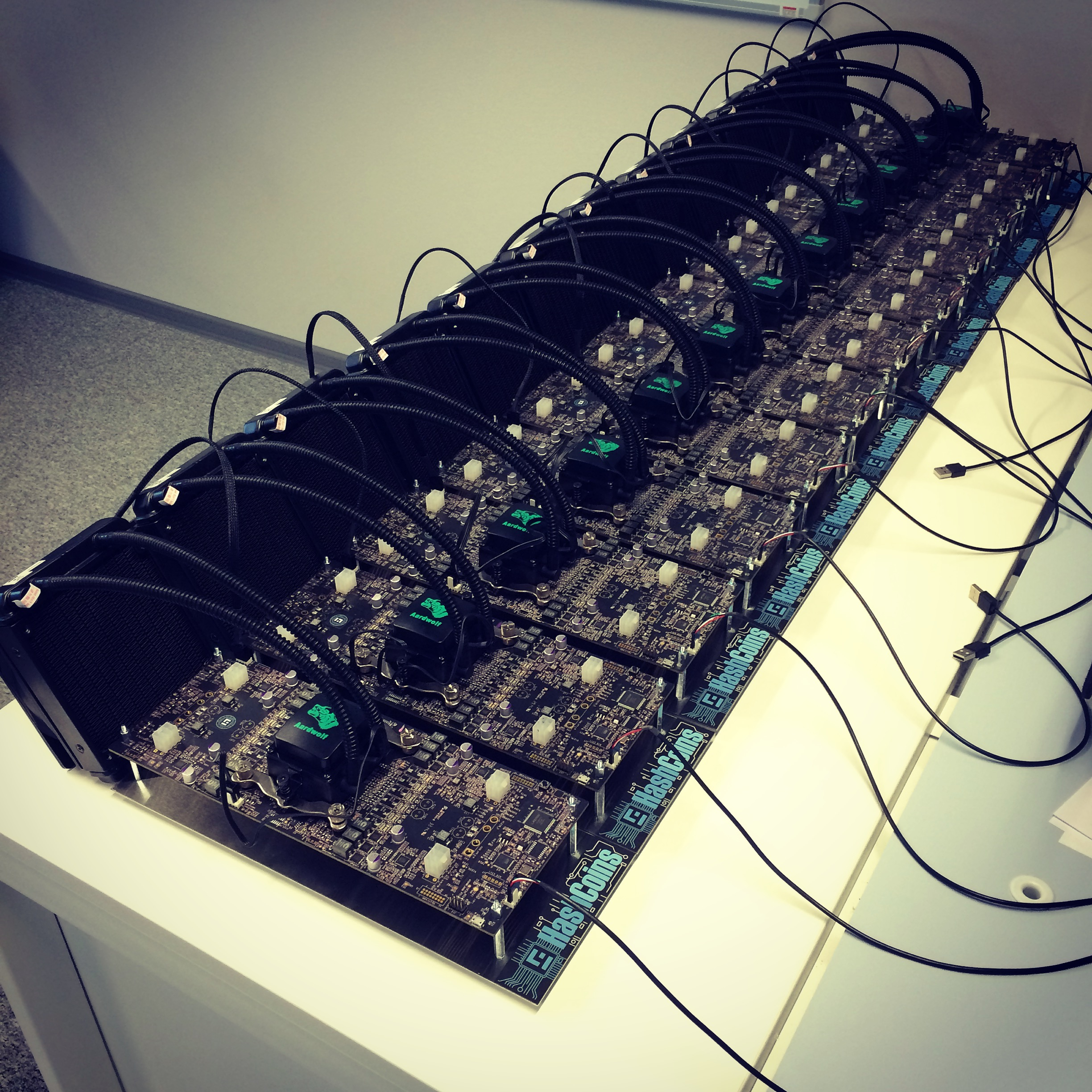
Installation informatique de minage, basée sur la puce Golden Nonce.

Un mineur est un acteur d'une cryptomonnaie qui opère un ou plusieurs nœuds dans le but de recevoir une compensation financière. Les mineurs concentrent leurs serveurs sur la création de nouveaux blocs.

## Récompense et «Coinbase»
Lorsqu'un mineur ajoute un nouveau bloc, il reçoit une récompense qui peut prendre différentes formes selon la cryptomonnaie :
1. Si la cryptomonnaie est « minable » le mineur reçoit une transaction dite « Coinbase ». Cette transaction est une création monétaire à destination du mineur. Si la cryptomonnaie n'est pas « minable », il n'y a pas de création monétaire et le mineur ne reçoit pas cette récompense. C'est cette création de monnaie qui explique l'utilisation du terme « minage », par analogie avec l'exploitation des mines d'or.
2. L'ensemble des transactions sélectionnées par le mineur pour faire partie du nouveau bloc peuvent éventuellement contenir des frais de transactions. Ces frais reviennent au mineur.

Certaines cryptomonnaies répartissent les récompenses entre le mineur qui a créé le nouveau bloc et d'autres acteurs du réseau. C'est le cas de Dash.
Une transaction qui a été ajoutée à un bloc de cette façon est dite « minée » ou encore « confirmée 1 fois ». Le nombre de confirmations nécessaire pour qu'une transaction soit considérée définitive dépend des caractères de la chaîne de blocs. Dans le cas Bitcoin, le nombre de 5 confirmations est communément admis.

## Difficulté
La difficulté est généralement une unité sans dimension. Elle représente une contrainte abstraite et arbitraire propre à chaque chaîne de blocs. Un bloc miné n'est valide que s'il satisfait la contrainte de difficulté.
Chaque cryptomonnaie possède un mécanisme différent d'ajustement de la difficulté. Ce mécanisme permet le maintien d'une production constante de blocs : si les blocs sont produits trop rapidement par rapport à une valeur précise, la difficulté est augmentée ; si les blocs ne sont pas produits suffisamment rapidement, la difficulté est diminuée. Dans le cas du Bitcoin, par exemple, la difficulté est réajustée tous les 2016 blocs pour tenir compte de la puissance de calcul réelle du réseau et permettre en moyenne d'ajouter un bloc toutes les 10 minutes, ce qui revient à dire que la durée probable de calcul d'une empreinte valide est de 10 minutes pour l’ordinateur ou le groupe d'ordinateurs le plus puissant du réseau.

## Consommation électrique

l'évolution des estimations de la consommation électrique de bitcoin selon Cambridge (cbeci.org)

Le minage est une activité très énergivore.

### 2018
Selon le site Digiconomist, elle serait de 71,1 TWh/an (1 térawatt-heure (TWh) = 1 milliard de kilowatts-heures (kWh)) au 1er juillet 2018, soit l'énergie produite pendant un an par 6 réacteurs nucléaires de 1 300 MW fonctionnant à plein régime ou la consommation électrique annuelle du Chili ou 0,32 % de la consommation électrique mondiale.
Les estimations de ce site sont néanmoins contestées et jugées exagérées. Selon Marc Bevand, ingénieur en sécurité informatique, elles surestiment la consommation électrique des mineurs de Bitcoin par un facteur de 1,5 à 2,8 (probablement 2,2),, ce qui ramènerait la consommation électrique totale à 32,3 TWh/an, soit 424 kWh par transaction (l'équivalent de la consommation d'un radiateur de 1000 W fonctionnant pendant près de 18 jours).

### Consommation électrique de l'ensemble des cryptomonnaies
La consommation électrique de l'ensemble des cryptomonnaies serait le double de celle de Bitcoin, soit 142 TWh/an au 1er juillet 2018.
Toutefois, des évolutions notables sont en cours pour rendre le minage de Bitcoin plus durable.
Des innovations, telles que les fermes hydro-refroidies et l'utilisation de gaz de pétrole associé, sont en développement.
De plus, selon des recherches de Bloomberg, plus de 50 % du minage mondial de Bitcoin est alimenté par des énergies renouvelables[source secondaire souhaitée].
D'autres alternatives, comme le passage à des algorithmes de consensus moins énergivores (proof-of-stake), sont également à l'étude.
Des initiatives majeures[source secondaire souhaitée], telles que celles de Sazmining au Paraguay et du Bitcoin Mining Council, montrent un engagement croissant en faveur d'un minage plus écologique.

## Regroupements des mineurs
La difficulté du minage a conduit les mineurs à se regrouper dans des coopératives (mining pools) pour combiner leurs ressources de calcul et construire plus rapidement de nouveaux blocs. La rémunération correspondant à la constitution de chaque bloc est ensuite répartie entre les membres, après prélèvement de frais, ce qui permet de lisser leurs revenus et les rend moins aléatoires,. En 2016, une dizaine de ces coopératives fournissent 95 % des blocs. Ils se trouvent en grande partie en Chine (qui représente la plupart de l'énergie de hachage sur le réseau bitcoin), mais aussi en République tchèque et en Géorgie.
La rémunération des activités de minage a conduit au développement de technologies toujours plus spécialisées. Les matériels les plus efficaces utilisent des circuits intégrés qui surpassent les processeurs à usage général tout en utilisant moins d'énergie. Depuis 2015, un mineur n'utilisant pas de matériel spécialement conçu pour le minage a une faible probabilité de couvrir ses frais d'électricité et de matériel, même en rejoignant une coopérative de minage.